# مجلس جنوب جبل الخليل الإقليمي
مجلس إقليمي جنوب جبل الخليل (بالعبرية: מועצה אזורית הר חברון) وتلفظ موعتسا ازوريت هار حفرون، هو مجلس إقليمي إستيطاني إسرائيلي في منطقة جنوب جبل الخليل بجنوب الضفة الغربية ويقع مقره في مستوطنة عتنائيل وتأسس عام 1983 والمجلس يوفر خدمات لعدة من المستوطنات مثل أدورا ، حجاي ، بيت يتير ، الكرمل ، سوسيا.